# Марицкий сельсовет
Мари́цкий сельсовет — муниципальное образование со статусом сельского поселения в Льговском районе Курской области Российской Федерации.
Административный центр — село Марица.

## История
Статус и границы сельсовета установлены Законом Курской области от 21 октября 2004 года № 48-ЗКО «О муниципальных образованиях Курской области».

## Население
| 2002 | 2010 | 2012 | 2013 | 2014 | 2015 | 2016 |
| ---- | ---- | ---- | ---- | ---- | ---- | ---- |
| 1203 | ↘886 | ↘859 | ↘830 | ↘821 | ↘811 | ↘774 |
| 2017 | 2018 | 2019 | 2020 | 2021 |      |      |
| ↘749 | ↘728 | ↘706 | ↘675 | ↗846 |      |      |

## Состав сельского поселения
| № | Населённый пункт | Тип населённого пункта       | Население |
| - | ---------------- | ---------------------------- | --------- |
| 1 | Красная Дубрава  | хутор                        | ↘39       |
| 2 | Красный Пахарь   | хутор                        | ↘13       |
| 3 | Марица           | село, административный центр | ↘655      |
| 4 | Николаевка       | деревня                      | ↘47       |
| 5 | Новые Пруды      | хутор                        | ↘7        |
| 6 | Хряпник          | хутор                        | ↘0        |
| 7 | Шерекинский      | посёлок                      | ↘125      |

## Археология
Марицкое городище у села Марица Льговского района Курской области. Относится к скифоидным (зольничным) памятникам лесостепных культур Посемья. По мнению А. И. Пузиковой найденный на городище грунтовый могильник, состоящий из восьми совершенных по обряду трупоположения погребений, был оставлен не жившими на Марицком городище носителями скифоидной культуры, а пришедшим им на смену населением юхновской культуры. Характерной особенностью данного могильника является не только нестабильность ориентировки, но и наличие парных погребений (зачастую покойники положены валетом), захоронения в заброшенной мусорной яме, разнообразные позы костяков. Возможно, что данный могильник возник после какого-то военного столкновения. Материалы раскопок Марицкого городища представлены в Курском областном краеведческом музее в витрине «Марица — городище эпохи раннего железа VI—V вв. до н. э.».